# Sandie
Sandie ist ein weiblicher Vorname, der auch als Familienname vorkommt.

## Herkunft und Bedeutung
Der Name ist eine englische Variante von Sandy. Weitere Varianten sind Alex, Alexa, Alexina, Alyx, Ali, Allie, Ally, Lexa, Lexi, Lexie, Lexy, Lexine, Sandra, Zandra und Drina.

## Namensträgerinnen
Vorname
- Sandie Clair (* 1988), französische Radsportlerin
- Sandie Jones (1951–2019), irische Schlagersängerin
- Sandie Richards (* 1968), jamaikanische Leichtathletin
- Sandie Shaw (* 1947), britische Popsängerin
- Sandie Toletti (* 1995), französische Fußballspielerin

Familienname
- Shelley Sandie (Shelley Ann Gorman-Sandie; * 1969), australische Basketballspielerin